# Беляев, Спартак Тимофеевич
Спарта́к Тимофе́евич Беля́ев (27 октября 1923, Москва — 5 января 2017, Москва) — советский и российский физик, академик АН СССР (1968), доктор физико-математических наук (1962). Основные труды в области физики релятивистской плазмы, квантовой теории многих частиц, теории атомного ядра.

## Биография
Родился в Москве, его отец работал начальником цеха одного из заводов, а мать — педиатром в больнице имени Русакова. В 1941 году, сразу после окончания школы и начала Великой Отечественной войны, хотел записаться добровольцем в армию, однако получил отказ. Хотя его зачислили в Военный институт иностранных языков, он добился отчисления и в августе был направлен на курсы радистов. С ноября 1941 года воевал радистом-разведчиком, конец войны встретил в звании младшего лейтенанта.
После демобилизации, в 1946 году, поступил на физический факультет Московского государственного университета, с которого в следующем году перешёл на только что открывшийся физико-технический факультет (впоследствии Московский физико-технический институт); важной была встреча здесь с Л. Д. Ландау, который читал курс квантовой механики и которого он считал своим учителем. В 1952 году он с отличием окончил Физтех. В 1947 году, ещё студентом, начал свою научную деятельность в Лаборатории измерительных приборов АН СССР (ныне — Курчатовский институт) под руководством Герша Ицковича Будкера. Здесь же он работал после окончания учёбы, в 1955 году защитил кандидатскую диссертацию, а в 1962 году — докторскую диссертацию на тему «Эффекты парной корреляции нуклонов в ядрах».
В 1962 году, по инициативе Будкера, вместе с В. М. Галицким и несколькими молодыми физиками он переехал в Новосибирский Академгородок и стал ведущим сотрудником, а затем руководителем теоретического отдела Института ядерной физики (ИЯФ) Сибирского отделения АН СССР. С 1965 года занимал пост ректора и заведующего кафедрой теоретической физики Новосибирского государственного университета (НГУ), где воссоздал «систему Физтеха». В 1964 году он был избран членом-корреспондентом АН СССР, а в 1968 году — академиком.
В 1978 году он вернулся в Москву в Институт атомной энергии им. И. В. Курчатова, где сначала возглавлял теоретическую лабораторию, а с 1981 году стал директором Отделения общей и ядерной физики ИАЭ, которое затем было преобразовано в Институт общей и ядерной физики (ИОЯФ) в составе Курчатовского института. Одновременно, с 1978 по 1991 год, руководил кафедрой теоретической физики МФТИ, а в 1995 году был назначен ректором Института естественных наук и экологии (ИНЕСНЭК), который был учреждён при Курчатовском институте и который в 2006 году был преобразован в Факультет нанотехнологий и информатики МФТИ. Являлся научным руководителем этого факультета.
Принимал активное участие в работах по ликвидации последствий аварии на Чернобыльской АЭС, был научным руководителем чернобыльской экспедиции Курчатовского института и председателем комиссии АН СССР по научным проблемам Чернобыля, изучал обстановку на месте и координировал работы по оценке последствий аварии.
Похоронен на Троекуровском кладбище.

## Научная деятельность
Первые работы Беляева, часть которых выполнена совместно с Г. И. Будкером, были посвящены кинетике разреженного ионизованного газа в сильных внешних полях. В этих работах, в связи с разрабатывавшимися тогда проблемами физики электронных ускорителей нового типа, было впервые последовательно получено релятивистское кинетическое уравнение и предложены эффективные методы его решения, в частности в практически важном случае сильных полей. В том же цикле работ была решена совершенно новая и важная задача о многоквантовой рекомбинации ионизованного газа, где была применена изящная идея описания процесса в терминах диффузии в энергетическом пространстве. Методы, развитые в этих работах, использовались и развивались затем в целом ряде исследований по физике электронных пучков и плазмы.
В 1955 году учёный обратился к физике атомного ядра. Его первая работа в этой области была посвящена экспериментальным проблемам, лежащим на стыке атомной и ядерной физики, — созданию источников поляризованных ядер. Эта задача была в то время весьма актуальной, поскольку отсутствие сведений о зависимостях ядерных взаимодействий от поляризации заметно тормозило развитие представлений о нуклон-нуклонных силах, о многих ядерных реакциях и моделях ядер. В 1955 году Беляев предложил для решения задачи применить сильные неоднородные магнитные поля, в которых атомы источника разделяются по компонентам тонкой структуры, а сверхтонкая структура атома разрушается, так что в атоме фиксируются магнитные квантовые числа электронной оболочки и ядра. Практическое воплощение этой идеи и её дальнейшее развитие позволили получить, сначала в ИАЭ, а затем и в других институтах Советского Союза интенсивные пучки поляризованных ядер, широко используемые в ядерных исследованиях.
В конце 1950-х годов (в содружестве с А. Б. Мигдалом и В. М. Галицким) стал одним из пионеров в развитии новой области теоретической физики — применении методов квантовой теории поля к проблеме многих тел. В 1958 году он опубликовал свои классические работы по теории неидеального бозе-газа. В этих работах были предложены новые оригинальные методы описания взаимодействий частиц при наличии бозе-конденсата (почти одновременно похожий метод был разработан Л. П. Горьковым в теории сверхпроводимости). Расчёты энергетического спектра неидеального бозе-газа в газовом приближении, обобщавшие результаты теории возмущений Н. Н. Боголюбова, демонстрировали возможности и плодотворность развитых методов.
Наиболее важные результаты Беляев получил в работах по теории структуры и свойств атомных ядер, начатых им в 1957 году. В работе «Эффекты парной корреляции в ядерных свойствах», выполненной в период пребывания в институте Нильса Бора в Копенгагене в 1958 году, были реализованы качественные соображения Оге Бора, Бена Моттельсона и Дэвида Пайнса о применении к ядру методов теории сверхпроводимости. Эта работа стала программной и привела к пониманию широкого круга ядерных явлений как проявления эффектов спаривания нуклонов. Так, получили объяснение наличие щели в спектрах одночастичных возбуждений немагических ядер и значительное отличие моментов инерции деформированных ядер от твердотельных значений. Впервые стала понятна фундаментальная роль квадрупольных колебаний в структуре немагических ядер и в характере фазового перехода от сферических ядер к деформированным. Было объяснено систематическое изменение положения первых 2±уровней и вероятностей Е2-переходов по мере заполнения оболочки. Эта работа принесла Беляеву мировую известность и инициировала мощное развитие микроскопических моделей коллективных возбуждений, продолжающееся и сегодня.
В годы, проведённые в Новосибирске, активно шла работа по исследованию принципиальных проблем структуры атомного ядра. Вот лишь основные результаты, полученные в эти годы Беляевым и его сотрудниками:
- теория нелинейных (ангармонических) эффектов в ядрах;
- теория взаимодействия нуклонов в ядре с коллективными возбуждениями — ядерными фононами;
- последовательный анализ следствий, вытекающих из свойств калибровочной инвариантности нуклонных взаимодействий и предсказание новых типов ядерных коллективных возбуждений;
- теория ядерного вращения, основанная на микроскопическом рассмотрении вращения как равноправного коллективного возбуждения;
- развитие общих методов получения ядерных гамильтонианов для коллективных движений;
- изучение нестатистических механизмов ядерных реакций.

После возвращения в Москву наряду с поддержкой и развитием работ по ядерной физике, в частности по исследованиям аномальных состояний ядерного вещества, он активно включился в работы по физике конденсированного состояния и по прикладной физике, проводимые в Курчатовском институте. Он внёс большой вклад в организацию исследований, в налаживание связей с другими институтами (в частности, с ЦЕРНом), в создание в Курчатовском институте мощного источника синхротронного излучения. В 2000-е годы Беляев развивал последовательную теорию взаимодействия ультрахолодных нейтронов с веществом.

## Награды и звания
- Медаль «За боевые заслуги» (1942)[5]
- Орден Красной Звезды (1943)[6]
- Медаль «За оборону Кавказа» (1944)[7]
- Орден Октябрьской Революции (1973)
- Орден Ленина (1967)[8]
- Орден Трудового Красного Знамени
- Орден Отечественной войны II степени (1985)[9]
- Золотая медаль имени Л. Д. Ландау (1998)
- Международная медаль Юджина Финберга (2004) за цикл работ по квантовой теории многих тел и применениям к теории сверхтекучести жидкого гелия и структуры атомных ядер[10]
- Большая золотая медаль имени М. В. Ломоносова (2010)[11]
- Премия имени И. Я. Померанчука (2012) «за выдающиеся результаты в квантовой теории многих тел и их применение в теории атомного ядра»[12]
- Почётный профессор Новосибирского государственного университета[13]
- Медаль «За заслуги в освоении атомной энергии» (2016)[14]

## Основные публикации
- Беляев С. Т., Будкер Г. И. Релятивистское кинетическое уравнение // Доклады АН СССР. — 1956. — Т. 107. — С. 807—811.
- Беляев С. Т. Применение методов квантовой теории поля к системе бозе-частиц // ЖЭТФ. — 1958. — Т. 34. — С. 417—432.
- Беляев С. Т. Энергетический спектр неидеального бозе-газа // ЖЭТФ. — 1958. — Т. 34. — С. 433—446.
- Belyaev S. T. Effect of pairing force correlations on nuclear properties // Kgl. Danske Videnskab. Selskab Mat. Fys. Medd.. — 1959. — Vol. 31(11).
- Беляев С. Т. Зависящие от времени самосогласованное поле и коллективный гамильтониан ядра. — Новосибирск, 1964.
- Belyaev S. T. Collective excitations in nuclei. — Gordon and Breach, 1968.

### Научно-популярные выступления
- «Я-физтех» : [сб. ст. : К 50-летию ин-та] / О. М. Белоцерковский, С. Т. Беляев, Н. В. Карлов. — Москва : ЦентрКом, 1996. — 111 с.; 20 см. — (Препринт. Моск. физ.-техн. ин-т; МФТИ 96-5).; ISBN 5-87129-009-4